# Micereces de Tera
Micereces de Tera est une municipalité espagnole de la communauté autonome de Castille-et-León et de la province de Zamora. En 2021, elle compte 446 habitants.